# Aranđelovac
Aranđelovac (serbisch-kyrillisch Аранђеловац [aranˈɟɛɫɔvat͡s] ) ist die bevölkerungsreichste Stadt und Hauptort der gleichnamigen Opština, der nördlichsten Gemeinde im Okrug Šumadija in Serbien. Der Kurort liegt am Fuß des Bukuljagebirges, 75 km südlich von Belgrad. Im Jahr 2011 hatte die Stadt 24.797 Einwohner, die gleichnamige, 19 Ortschaften zählende Opština 46.225 Einwohner. Der Name Aranđelovac kommt von Arhanđel, dem serbischen Wort für Erzengel.

## Geographie

### Lage und Ausdehnung
Aranđelovac liegt im Norden des Okrugs Šumadija, in der Nähe an der Grenze zum Bezirk Belgrad. Nachbargemeinden sind Sopot im Norden, Mladenovac im Nordosten, Topola im Osten und Süden, Gornji Milanovac im Südwesten, Ljig im Westen und Lazarevac im Nordwesten. Die nächsten Großstädte sind Mladenovac 25 km in nordöstlicher und Kragujevac 56 km in südöstlicher Richtung. Die Entfernung zur Hauptstadt Belgrad beträgt 76 km.

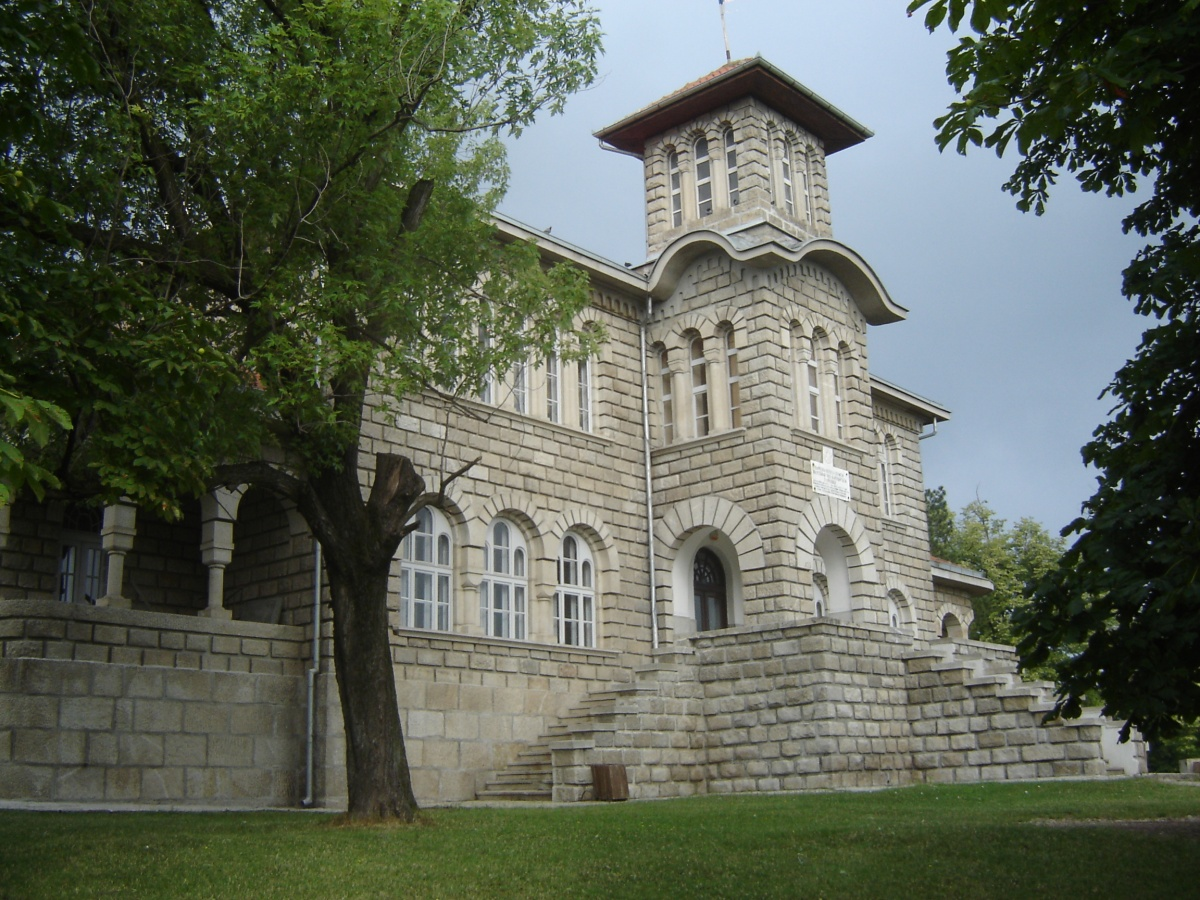
Volksschule in Orašac

Das Gemeindegebiet von Aranđelovac umfasst eine Fläche von 376 km² wobei sich das Stadtgebiet vom 696 m hohen Berg Bukulja bis weit in eine Niederung in westliche Richtung hinein erstreckt. Es nimmt aber nur einen geringen Teil der Gemeindefläche ein, denn neben der Stadt selbst befinden sich noch 18 Ortschaften auf ihrem Gebiet: Banja, Bosuta, Brezovac, Bukovik, Venčane, Vrbica, Vukosavci, Garaši, Gornja Trešnjevica, Darosava, Jelovik, Kopljare, Misača, Orašac, Progoreoci, Ranilović, Stojnik und Tulež.

### Landschaft und Natur
Landschaftlich gehört Aranđelovac zum Hügel- und Bergland Serbiens, welches südlich der Donau bei Belgrad beginnt. Weideland nimmt etwa 25.600 Hektar der Gemeindefläche ein, während rund 8.900 Hektar bewaldet sind. Es herrschen Laubbäume wie Eichen, Hainbuchen und Eschen vor, allerdings sind auch viele immergrüne Kiefern und wenige Tannen vorhanden. Die höchste Erhebung im Gemeindegebiet ist der Berg Bukulja mit 696 m.

### Klima
Aranđelovac liegt direkt am 44. Grad nördlicher Breite. Es herrscht ein gemäßigtes kontinentales Klima mit den für Europa üblichen vier Jahreszeiten. Der Herbst stellt sich als typischer Altweibersommer ein und hat längere Sonnentage und wärmere Zeitabschnitte als der Frühling. Im Winter ist ein kalter Nordost-Wind, die Košava, charakteristisch. Sie stellt sich immer nur an zwei bis drei Tagen mit Durchschnittsgeschwindigkeiten von 25 bis 43 km/h ein, doch es können in Böen auch maximale Geschwindigkeiten bis zu 130 km/h vorkommen.

## Geschichte

### Mittelalter
Aranđelovac ist eine junge Stadt im Herzen Serbiens. Die Stadt entstand 1859 durch die vom Fürsten Miloš Obrenović verfügte Zusammenlegung zweier Teile der Dörfer Bukovik und Vrbica. Die ältesten Quellen, die besagen, das Bukovik und Vrbica bestanden, reichen bis ins 15. Jahrhundert zurück. Im Mittelalter war die ganze Region um Bukovik und Vrbica mit Rudnik verbunden, welches damals der wichtigste Ort in der Region Šumadija war. Nachdem die Osmanen 1459 Smederevo eroberten, dauerte es nicht lange bis auch Bukovik und Vrbica eingenommen wurden. Der spätere serbische Despot, Pavle Bakić stammte ursprünglich aus Venčac, einem Gebirge 4 km östlich von Aranđelovac. Sein Heer und er wechselten die Seite und traten und kämpften für Ungarn gegen die Osmanen, welche immer wieder versuchten, bis nach Mitteleuropa vorzudringen. Die nächsten Jahrhunderte herrschten die Osmanen über Serbien. Nach der Schlacht von Belgrad am 22. August 1717, in der die Schlüsselfestung Belgrad durch das Kaiserreich Österreich erobert worden war, regierten die Habsburger über den nördlichen Teil Zentralserbiens, dem auch Aranđelovac angehörte. In dieser Zeit wird auch Vrbica als ein besiedeltes Dorf im Distrikt Kragujevac erwähnt. Im Jahr 1735 hatte das Dorf Vrbica 50 Häuser mit 300 bis 350 Einwohner. 1739 eroberten die Osmanen Zentralserbien zurück. Die osmanischen Angriffe gegen die zivile Bevölkerung führten zu einer großen Abwanderungswelle der Serben aus Angst vor Repressalien und mit der Hilfe der Habsburger in die heutige Vojvodina und nach Slawonien. Die geschah nicht zuletzt, um die verwüsteten neuen habsburgischen Regionen wiederzubevölkern. Die strategische Anlage der Militärgrenze wurde auch im Banater Abschnitt durch Ansiedlung von Serben als Wehrbauern geschützt.

### Serbische Aufstände

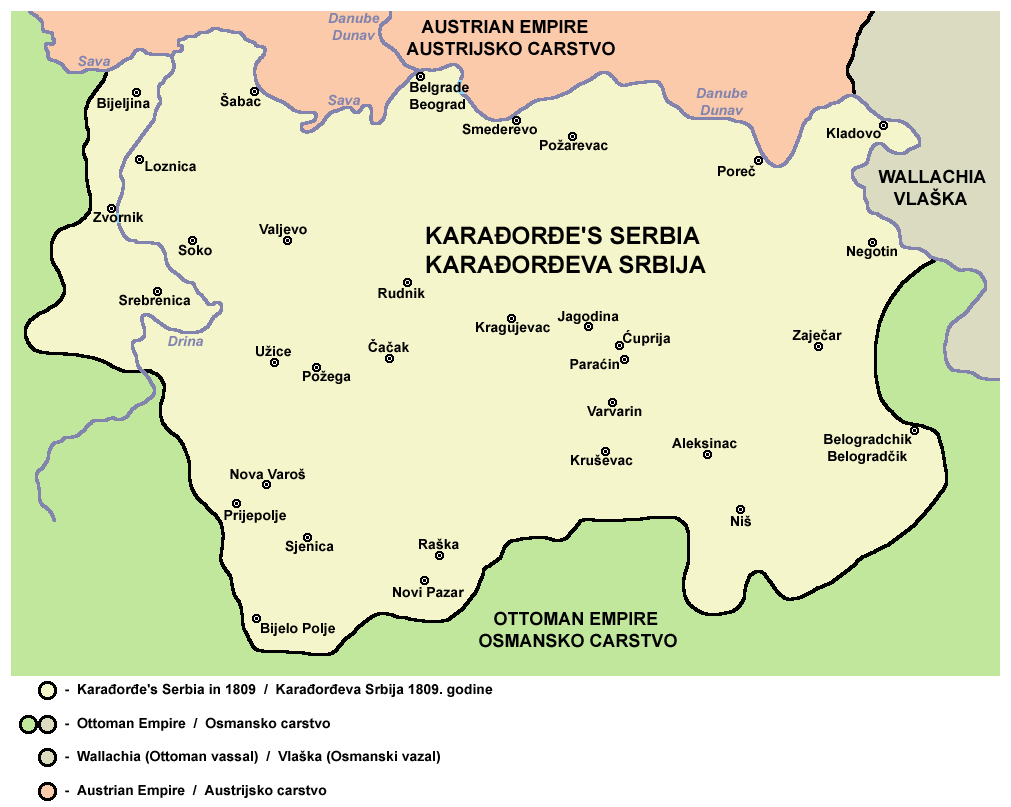
Serbien 1809, während des Ersten Serbischen Aufstandes

Der Erste Aufstand der Serben gegen die osmanische Herrschaft brach am 15. Februar 1804, im 5 km von Aranđelovac entfernten Dorf Orašac aus. Das revolutionäre Serbien reagierte auf das im Januar 1804 erfolgte osmanische Massaker an 72 serbischen Knezen (Dorfältesten), indem eine separate serbische Regierung (Praviteljstvujušči sovjet serbski, deutsch etwa: Regierender Rat der Serben) gebildet, ein serbischer Prinz gekrönt sowie ein Parlament und der Vorläufer der heutigen Universität Belgrad gegründet wurden. Den Aufständischen diente die Gegend um Bukovik und Vrbica als Rückzugsort. Karađorđe, der der Anführer der Serben im ersten Aufstand war, konnte zusammen mit seinen Männern das heutige Zentralserbien ganz von den Osmanen befreien. Nachdem Napoleon 1813 erfolgreich Österreich-Ungarn und weite Teile Russlands erobert hatte, war es beiden Staaten nicht mehr möglich, Serbien im Kampf gegen die Osmanen zu unterstützen. 1813 nutzte das Osmanische Reich die Wirren nach dem russisch-türkischen Krieg (1806–1812), um Zentralserbien zurückzuerobern. Auch wenn der Aufstand durch die Türken 1813 brutal zerschlagen wurde, löste diese Revolution den Zweiten Serbischen Aufstand (Drugi srpski ustanak) im Jahre 1815 aus, der schließlich dazu führte, dass ein moderner, serbischer Staat geschaffen wurde, da Serbien im Jahre 1817 (offiziell im Jahre 1829) vom Osmanischen Reich unabhängig wurde, wobei allerdings noch bis zum Berliner Kongress 1878 eine Suzeränität zum Osmanischen Reich bestand. Heute erinnert eine Statue von Karađorđe im Dorf Orašac an die serbischen Aufstände.

### Erster Weltkrieg

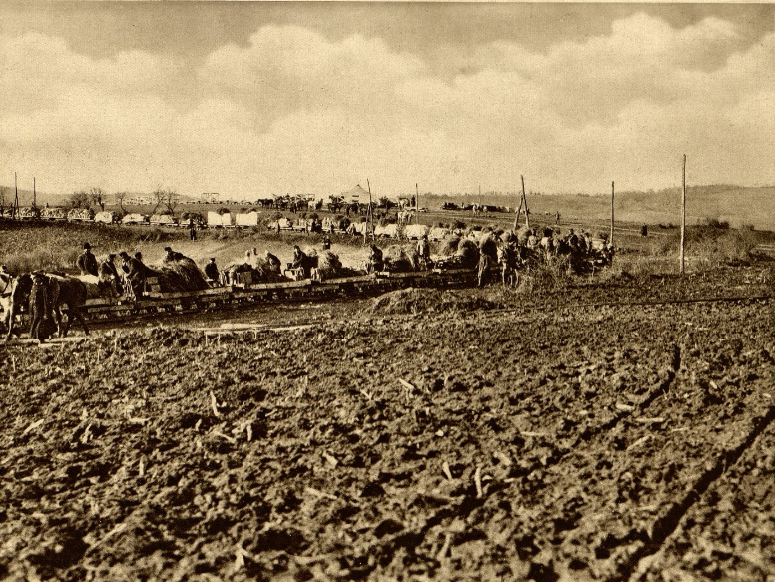
Feldbahn von Aranđelovac nach Gornji Milanovac

Soldaten aus der Šumadija-Region nahmen an den Balkankriegen und am Ersten Weltkrieg teil. Am 28. Juli 1914 erklärte Österreich-Ungarn Serbien den Krieg. Aranđelovac wurde 1915 von österreich-ungarischen Truppen besetzt und blieb es bis zum Herbst 1918.

### Zwischenkriegszeit
Nach Ende des Krieges kam Aranđelovac mit ganz Serbien an das neu gegründete Königreich der Serben, Kroaten und Slowenen (SHS-Königreich), das 1929 in Königreich Jugoslawien umbenannt wurde. In der Zwischenkriegszeit erlebte die Stadt einen regen Aufschwung, u. a. wurden Šamot (produziert feuerfestes Material) und das Marmorabbauwerk bei Venčac gegründet. Von 1929 bis 1941 gehörte Aranđelovac administrativ zur Banschaft Donau.

### Zweiter Weltkrieg
Das Königreich Jugoslawien zerfiel, als deutsche, ungarische, bulgarische und italienische Truppen während des Balkanfeldzuges Jugoslawien am 6. April 1941 angriffen. Nach dem Überfall gründete Kosta Pećanac auf den Gipfel des Bukuljagebirges eine etwa 5.200 Mann starke Truppe von Tschetniks die auf der Seite der Wehrmacht in Serbien standen. Er wurde deswegen 1944 in Sokobanja auf Befehl von General Draža Mihailović hingerichtet. Ljubomir Novaković, ein wegen seines Ranges mit Mihailović konkurrierender Artilleriegeneral, verbreitete Mitte September 1941 über einen Radiosender in der Šumadija deutschlandfeindliche Propaganda und rief das Volk zum Widerstand auf. Novaković wurde jedoch Ende September 1941 durch seine militärische Inkompetenz kompromittiert, als er bei Aranđelovac mit rund 3.000 mehrheitlich mit Sensen und Heugabeln bewaffneten Bauern einen deutschen Stützpunkt stürmte, wobei viele Angreifer getötet wurden.
Aranđelovac wurde am 20. September 1944 von sowjetischen und jugoslawischen Truppen eingenommen.

### Die kommunistische Ära
Im kommunistischen Jugoslawien erholte sich die Gemeinde nur langsam. Vor dem Weltkrieg wurde in nahezu allen Ortschaften eine funktionierende Stromversorgung eingerichtet. Bald darauf folgte die Verlegung der ersten Telefonleitungen. Auch die im jugoslawischen Königreich vernachlässigten Aufgabengebiete Bildung und Industrialisierung wurden vom Tito-Staat durch den Bau neuer Dorfschulen und einer Textilfabrik gefördert. Dennoch blieb Aranđelovac, so wie beinahe das gesamte Zentralserbien in seiner Entwicklung erheblich hinter dem übrigen Staat zurück, was bis in die 1960er Jahre hinein zu einer Migration zu den großen urbanen Zentren, allen voran Belgrad und Kragujevac, führte. Als die Ausreise in die westeuropäischen Staaten möglich wurde, kam es auch in Aranđelovac zu einer bedeutenden Gastarbeitermigration nach Westeuropa. Während die 1970er Jahre von einer kurzen Blüte geprägt waren, folgte bereits im folgenden Jahrzehnt, ähnlich wie in ganz Jugoslawien, ein erneuter wirtschaftlicher Niedergang. Mit dem Zusammenbruch des kommunistischen Einparteiensystems fanden im November 1990 nach über einem halben Jahrhundert wieder freie Gemeinderatswahlen statt.

## Bevölkerung

### Ethnische Zusammensetzung
| Bevölkerungsentwicklung | Bevölkerungsentwicklung |
| Jahr                    | Einwohner               |
| ----------------------- | ----------------------- |
| 1948                    | 4.278                   |
| 1953                    | 6.368                   |
| 1961                    | 9.837                   |
| 1971                    | 15.545                  |
| 1981                    | 21.379                  |
| 1991                    | 23.750                  |
| 2002                    | 24.309                  |

Wie in anderen Städten Zentralserbiens ist die Bevölkerung überwiegend serbisch. Bei der letzten Volkszählung 2002 kam die Stadt insgesamt auf 24.309 Einwohner. Aufgeteilt nach Nationalitäten waren damals 23.324 (95,94 %) Serben, 244 (1,00) Montenegriner und 231 (0,95 %) Roma in Aranđelovac ansässig. 50 (0,20 %) Einwohner bezeichneten sich noch als Jugoslawen und 255 (0,96 %) gaben an, einer anderen Volksgruppe anzugehören.

### Bevölkerungsentwicklung
Die Einwohnerzahl der Stadt lag nach dem Zweiten Weltkrieg bei 4.278 Einwohnern. Bis in die 1960er Jahre konnte die Stadt ihre Einwohnerzahl auf 9.837 Einwohner mehr als verdoppeln. In den 1970er Jahren setzte eine Landflucht ein, in deren Folge sich die Einwohnerzahl der Stadt bis 1991 nochmals verdoppelte. Seitdem hat die Bevölkerungszahl nochmals zugelegt und erreichte den Höchststand von 24.309 Einwohnern im Jahr 2002. Etwa 50,50 % der Einwohner der Gemeinde Aranđelovac leben in der Stadt Aranđelovac, 49,50 % leben in den 18 Ortschaften.

### Sprache
Die gängige Alltagssprache in Aranđelovac ist die in nahezu ganz Serbien verbreitete ekavische Variante der Serbischen Sprache.

## Wirtschaft
Das bekannteste Unternehmen in Aranđelovac ist Knjaz Miloš, der führende Hersteller von Mineralwasser und nichtalkoholischen Getränken in Serbien. Das Unternehmen Šamot produziert feuerfestes Material und ist im Bergbau tätig. Elektroporzelan produziert Elektrokeramik und Isolatoren, Peštan PVC-Kunststoff und Kubršnica Baumaterial. Am Berg Venčac wird Marmor abgebaut. In der Stadt gibt es drei Hotels: Die ehemalige Fürstenresidenz Staro zdanje, in Nachbarschaft gelegen das Hotel Šumadija und als größtes das modernere Izvor, sowie weitere Ruhestätten und auf dem Bukulja das Motel Lovački dom (Jägerheim). Alle drei genannten Hotels befinden sich direkt am Park.

## Sehenswürdigkeiten

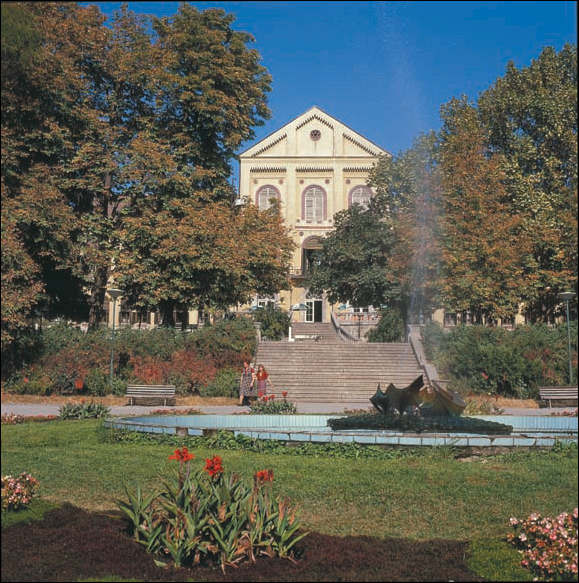
Die Sommerresidenz Staro zdanje

Im Park der Stadt, der zu den größten des Landes zählt, werden Skulpturen von Künstlern aus aller Welt ausgestellt. Seit 1966 werden Bildhauer auf Gemeindekosten eingeladen. Voraussetzung ist, dass sie eines ihrer Werke der Gemeinde überlassen, die dann im Park, einem der größten im ehemaligen Jugoslawien, ausgestellt werden.
Weitere Sehenswürdigkeiten sind die urgeschichtliche Höhle Risovača mit Überresten menschlicher Ansiedlungen und urzeitlichen Tieren, das Staro zdanje, der Sommerresidenz der Obrenović, mehrere Klöster und das benachbarte Topola mit der Königskirche.

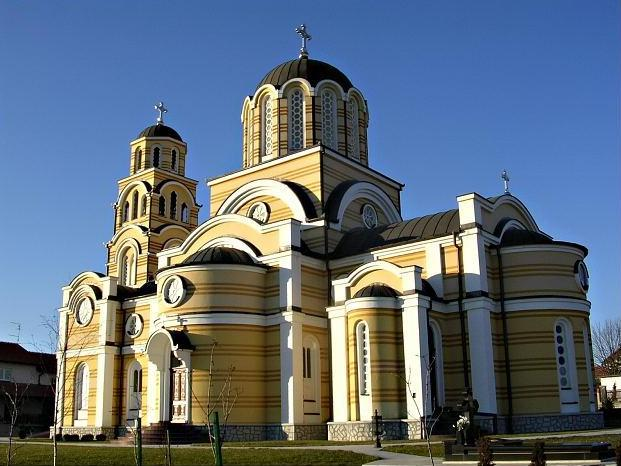
Serbisch-orthodoxe Kirche Hl. Aposteln Peter und Paul

## Söhne und Töchter der Stadt
- Ilija Garašanin (1812–1874), serbischer Politiker
- Igor Duljaj (* 1979), Fußballspieler
- Ana Đokić (* 1979), Handballspielerin bei Győri ETO KC (Ungarn)
- Momir Ilić (* 1981), Handballspieler und -trainer
- Željko Kuzmić (* 1984), Fußballspieler
- Stevan Sretenović (* 1995), Handballspieler
- Jovana Preković (* 1996), Karateka
- Ognjen Ilić (* 1998), Radrennfahrer